# The Chosen Ones
The Chosen Ones (на български: Избраните) е вторият компилационен албум на финландската група Стратовариус. Това е официална компилация, издадена от Noise Records, след като групата сменя лейбълите и подписва договор с Nuclear Blast. Продуцент е Тимо Толки.

## Участници
- Тимо Котипелто – вокали
- Тимо Толки – китара
- Яри Кайнулайнен – бас китара
- Йенс Юхансон – клавишни
- Йорг Михаел – ударни

|  | Тази страница частично или изцяло представлява превод на страницата The Chosen Ones в Уикипедия на английски. Оригиналният текст, както и този превод, са защитени от Лиценза „Криейтив Комънс – Признание – Споделяне на споделеното“, а за съдържание, създадено преди юни 2009 година – от Лиценза за свободна документация на ГНУ. Прегледайте историята на редакциите на оригиналната страница, както и на преводната страница, за да видите списъка на съавторите. ВАЖНО: Този шаблон се отнася единствено до авторските права върху съдържанието на статията. Добавянето му не отменя изискването да се посочват конкретни източници на твърденията, които да бъдат благонадеждни. |